# Teatro romano di Mérida

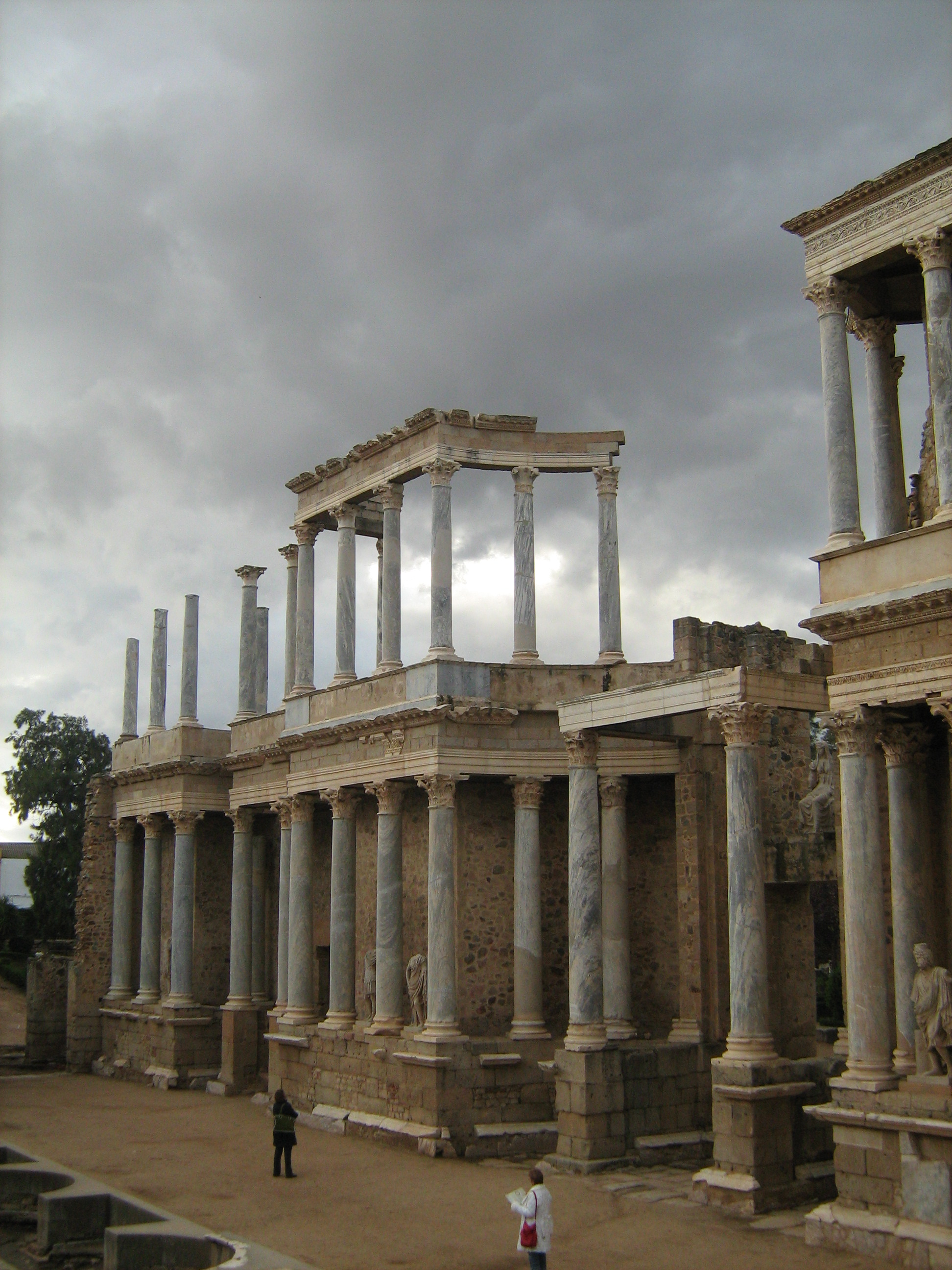
Le colonne corinzie che sorreggono parte della struttura

Il Teatro romano di Mérida è uno storico teatro della città spagnola di Mérida, in Estremadura (Spagna meridionale), costruito nel 15-16 a.C. per volere di Marco Vipsanio Agrippa. Tra i teatri romani meglio conservati al mondo e considerato il teatro romano meglio conservato in Europa, è annoverato - unitamento al contiguo anfiteatro romano - dall'UNESCO nel patrimonio dell'umanità.
È tuttora utilizzato per rappresentazioni classiche, in particolare durante il Festival de Teatro Clásico che si svolge ogni estate dal 1933 ed è visitato da circa 100.000 turisti l'anno.

## Ubicazione
Il Teatro romano di Mérida si trova a sud dell'anfiteatro romano e nelle vicinanze di altri monumenti cittadini, quali il Museo Nacional de Arte Romano, il Museo de Arte Visigodo, l'Arco di Traiano, ecc.

## Caratteristiche
Il teatro ha un diametro di 95 metri e può ospitare circa 6.000 persone.
La scena, che si deve ad un rifacimento della fine del I o degli inizi del II secolo, è stata ricostruita per due ordini di colonne corinzie. L'orchestra è costituita da un semicerchio del diametro di 30 metri.
Dietro al teatro, si trova un giardino.

## Storia

### Scavi
Tra il 1910 e il 1915, iniziarono gli scavi, che riportarono alla luce la struttura, che si svolsero sotto la guida dell'archeologo José Ramón Mélida Alinari.

## Galleria d'immagini

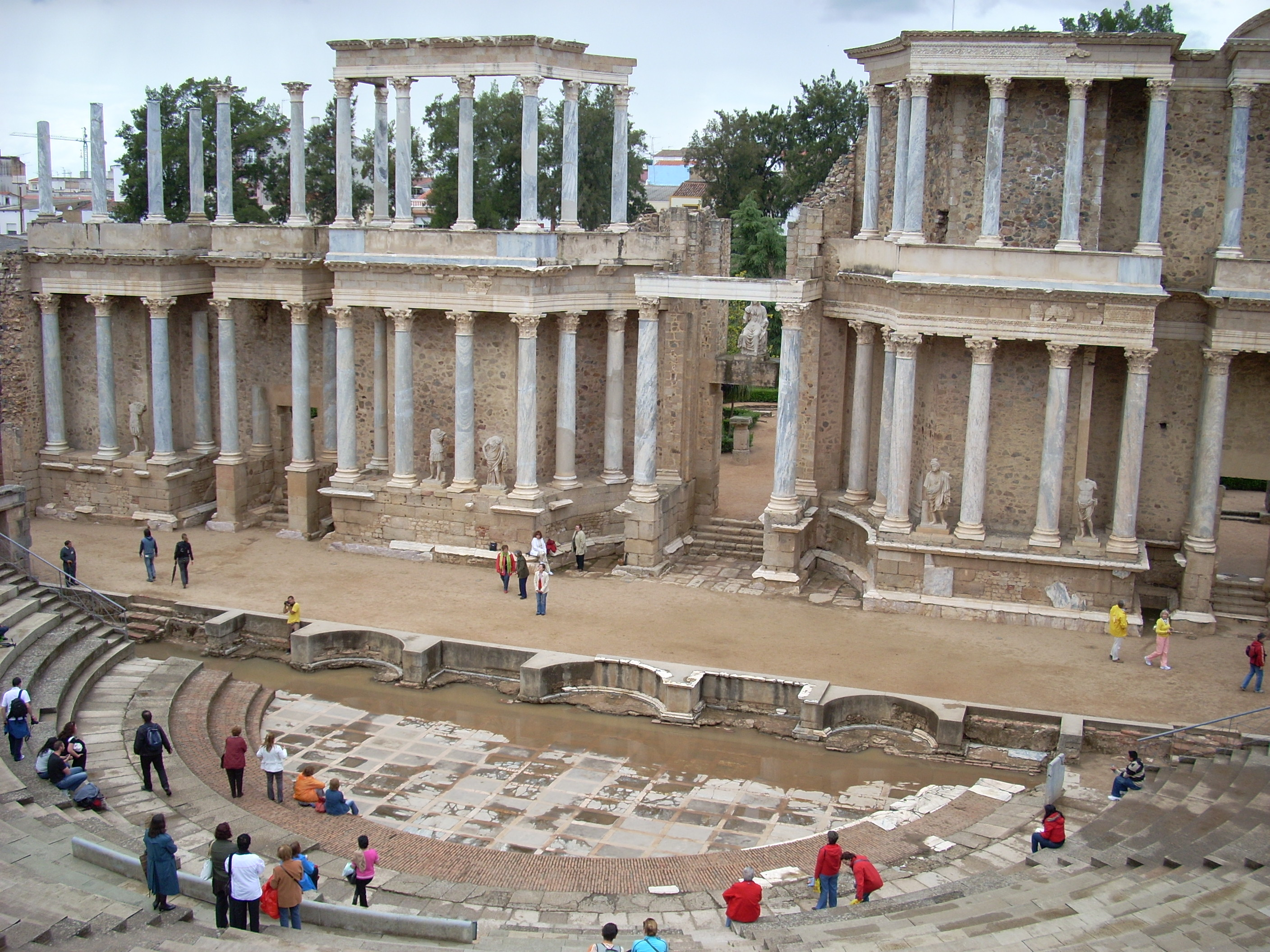
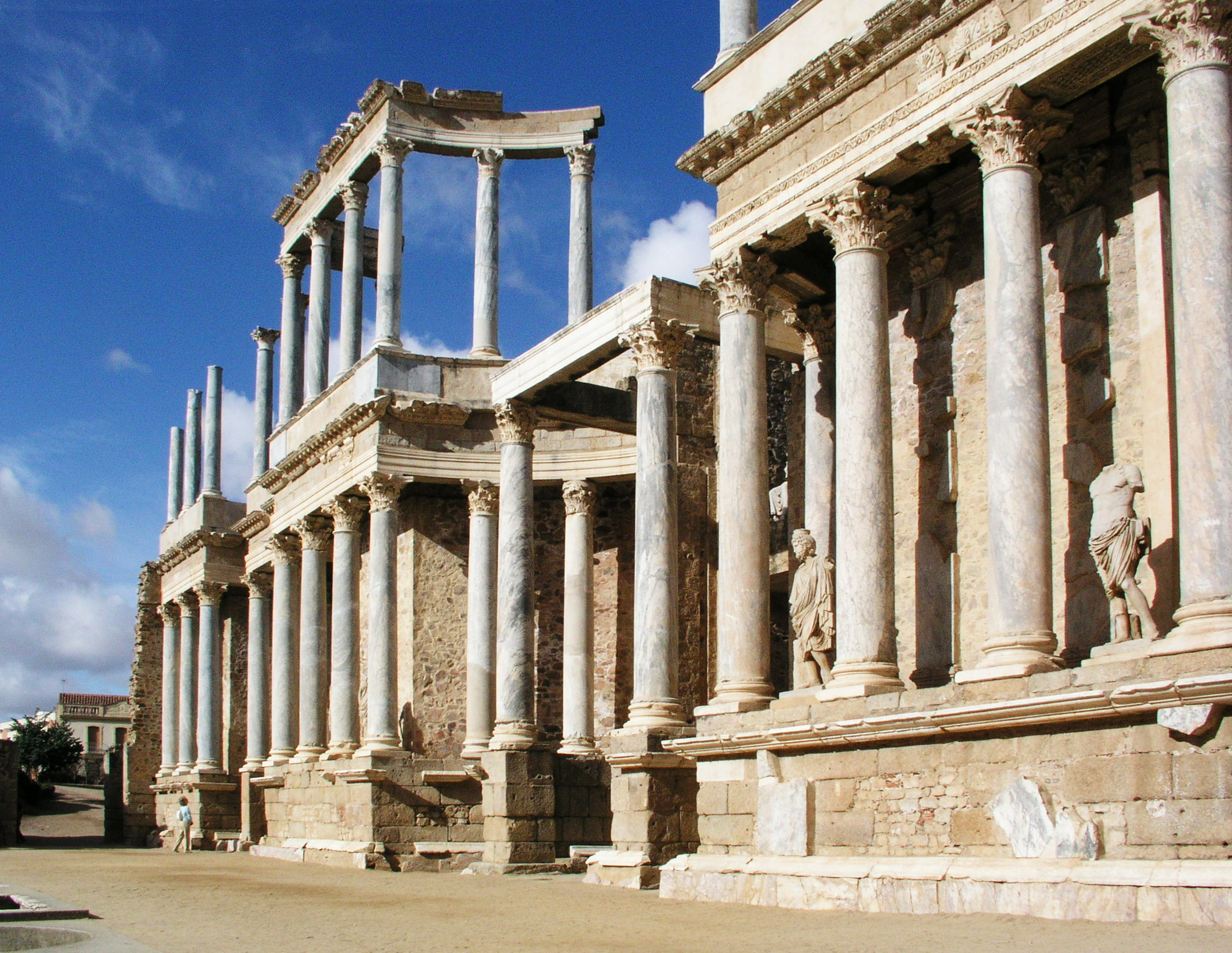
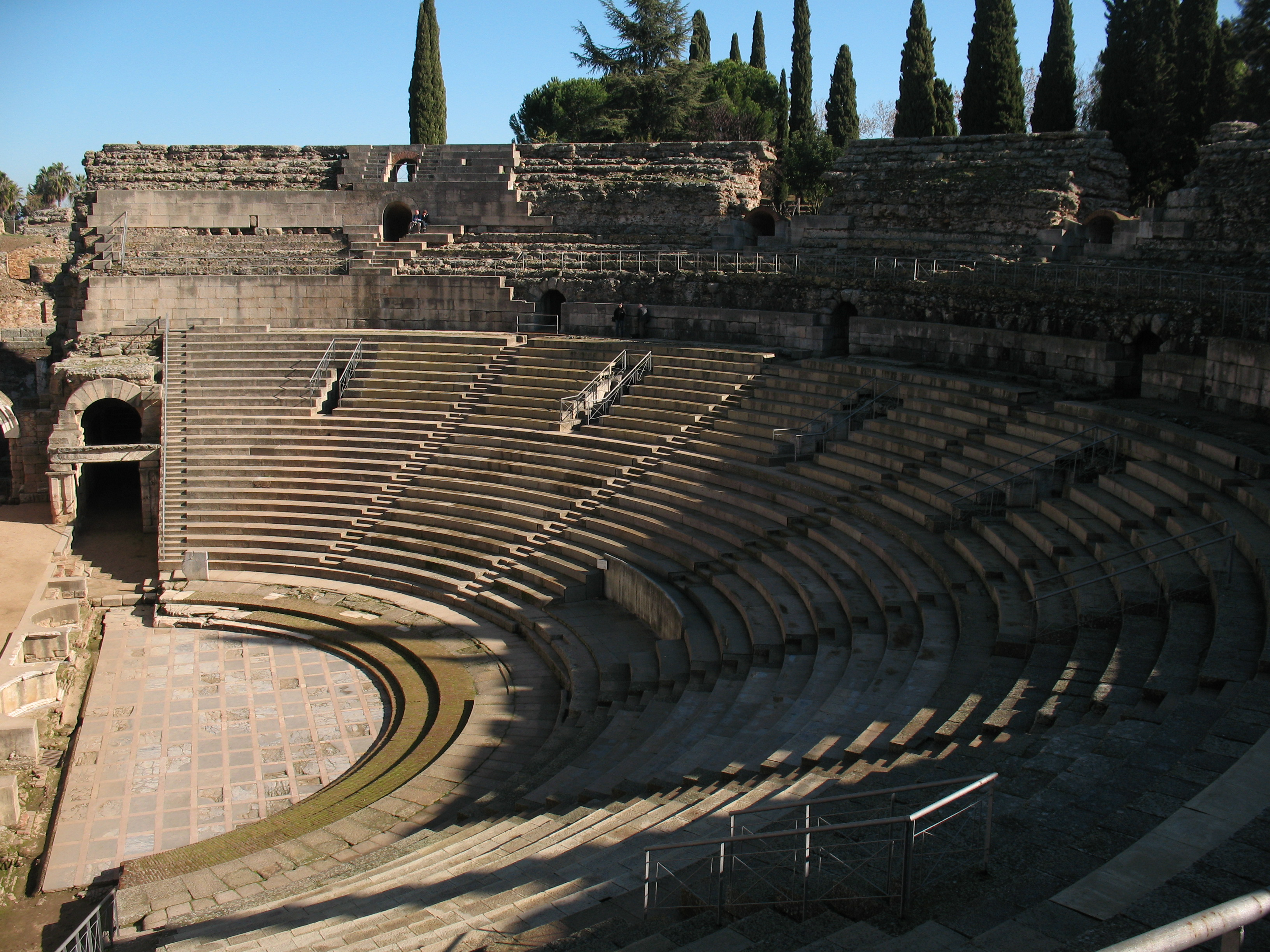

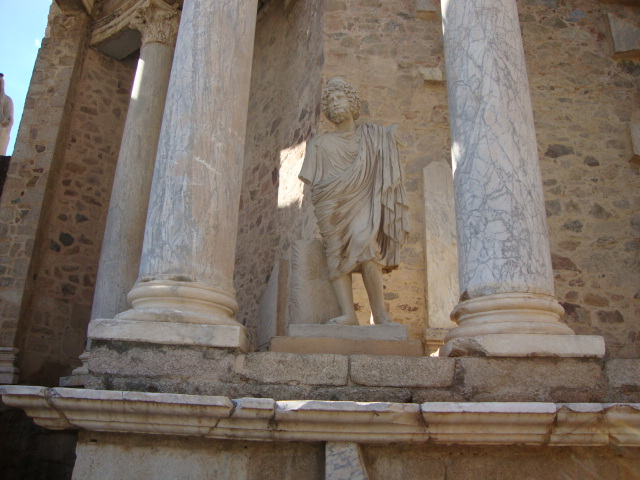
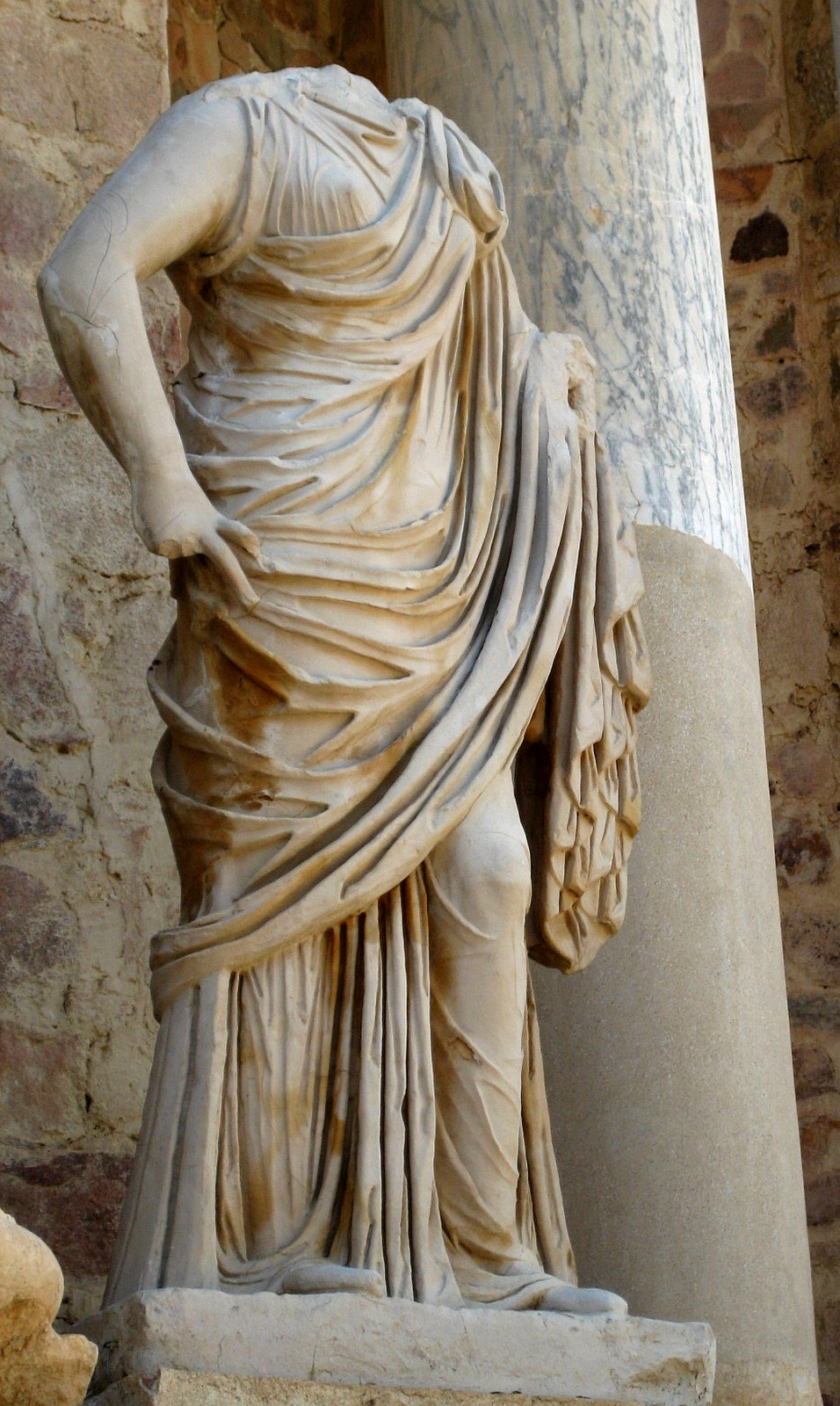
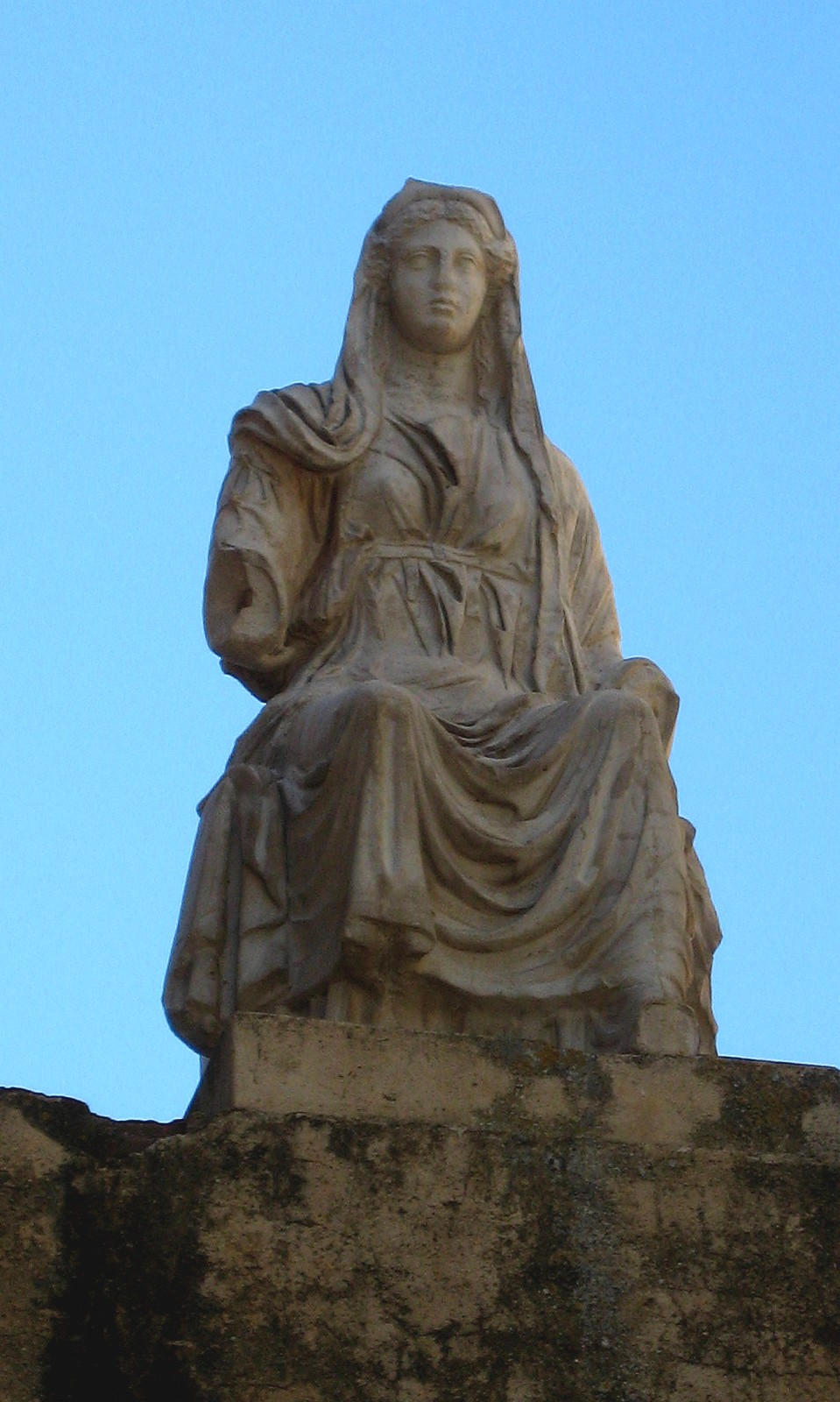